# سرخاب (آرایشی)
سرخاب یا گلگونه، گَردی سرخ‌فام و یکی از هفت قلمِ آرایش سنتی در ایران است که از گیاهی وحشی با نام سرخاب کولی گرفته می‌شود. در گذشته از سرخاب برای سرخ کردن گونه و لب استفاده می‌شده است. همچنین به دلیل اثرات ضد التهاب، به عنوان داروی سنتی جوش‌زدا نیز به کار می‌رفته است.
آلغونه (معرب گلگونه)، غازه، غنجار، حمره و بزک نام‌های دیگر سرخاب هستند.